# 담천
「담천」(曇天)은 일본의 밴드, DOES의 음악으로, 6번째 싱글이다. 2008년 6월 18일에 Ki/oon Records에서 발매되었다.

## 개요
전작으로부터 약 8개월만의 릴리스로, 2008년 첫 번째 싱글이다.
표제곡은 TV 애니메이션 "은혼"의 오프닝 테마로 사용되어, 전전작 싱글 「수라」에 계속되어 같은 애니메이션과 제휴했다. 초회판에서는 "은혼" 좌우 양면 스티커가 봉입되어 있다.

## 수록곡
- 전곡 작사・작곡: 우지하라 와타루 편곡: DOES

1. 담천 [3:09]
  - TV 도쿄 계열 애니메이션 "은혼" 제 5기[2] 오프닝 테마
2. 서머 선셋 [1:48]